# 瑞丽黄芩
瑞丽黄芩（学名：Scutellaria shweliensis），为唇形科黄芩属下的一个种。

## 扩展阅读
維基物種上的相關：瑞丽黄芩